# Sison ranunculaefolium
Sison ranunculaefolium är en flockblommig växtart som beskrevs av Jan Svatopluk Presl och Dc. Sison ranunculaefolium ingår i släktet höstpersiljor, och familjen flockblommiga växter. Inga underarter finns listade i Catalogue of Life.